# Donatello (Werkkatalog)
Der folgende Werkkatalog des Florentiner Bildhauers Donatello (* um 1386 in Florenz; † am 13. Dezember 1466 in Florenz) basiert auf den Monografien von Horst W. Janson (1957), Ronald W. Lightbown (1980), John Pope-Hennessy (1996) sowie den Katalogen der Ausstellungen 2022/2023 in Florenz, Berlin und London. Bei nicht signierten oder dokumentierten Werken beruhen die Zuschreibungen und Datierungen, wie es üblich ist, überwiegend auf stilistischen Kriterien und Analogien zu gesicherten Arbeiten. Viele der Donatello zugeschriebenen Arbeiten sind in Zusammenarbeit mit anderen Künstlern und mit Spezialisten für bestimmte Techniken entstanden.

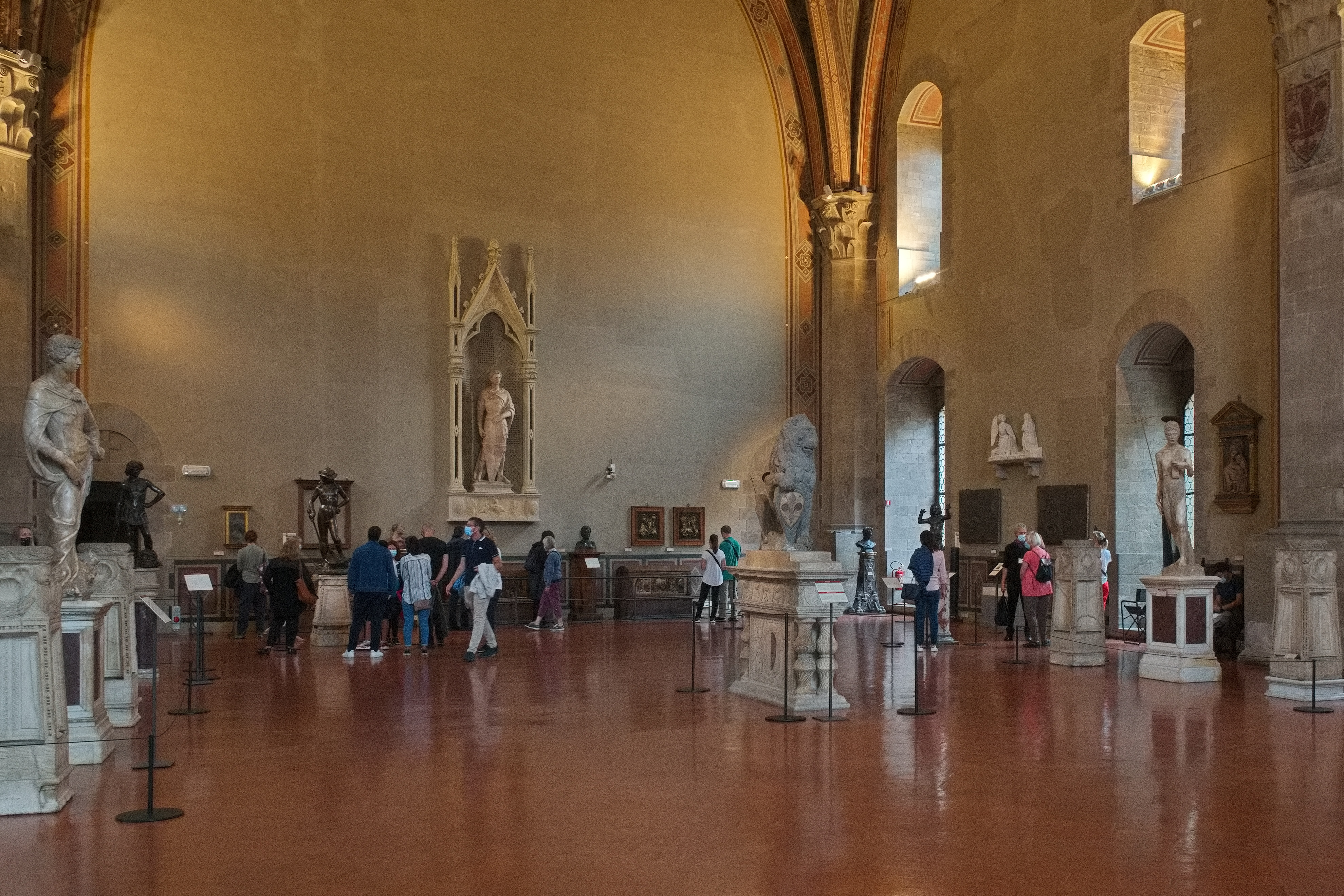
Die Sala di Donatello des Bargello in Florenz, dem Museum, dass die meisten Werke Donatellos beherbergt

## Über die Tabelle
Die Tabelle ist mit möglichst logischer Systematik für ihre Sortierbarkeit angelegt, so dass sie für die Suche, Statistik und Analyse produktiv nutzbar ist (mit vielen Kompromissen, s. u. Die Sortierfunktion soll es demnächst auch in der App geben). Fachbegriffe, Orte etc. sind nur bei erster Nennung verlinkt.

### Motiv/Bezeichnung
Zur Zeit Donatello trug fast keines seiner Werke eine individuellen Namen oder Titel und nur wenige waren signiert. So entstanden die Inschriften der Campanile-Figurenerst später. Außer dem, wegen seiner kürbisförmigen Kopfform schnell mit dem Spitznamen Zuccone bezeichnetem Prophet Habakuk, der späten Judith und der damals noch ebenso einmaligen antiken Dovizia auf dem großen Marktplatz in Florenz, brauchte man, um ein Werk eindeutig zu bezeichnen, den Zusatz des Ortes (oder Auftraggebers) und (wenn man ihn wusste) den Urheber. Die Figur des David war noch genauso ungewöhnlich und für beide Statuen war allgemein bekannt, dass Donatello sie gemacht hatte, aber schon der zweite, dem genauso schnell bekannt gewordenen David aus Bronze für die Medici, wurde durch den Aufstellungsort, den Auftraggeber oder die Materialbezeichnung unterschieden. Bei fast allen anderen Skulpturen handelte es sich um Christus-, Madonnen- und Heiligenfiguren, dem Kanon des bis dahin üblichen Skulpturen.
Bronze-David, Pazzi-Madonna und Cavalcanti-Verkündigung sind im Laufe der Zeit von Kunsthistorikern seit dem 19. Jahrhundert verwendete sogenannte „Notnamen“, Kurzbezeichnungen, die sich (mit Varianten) in der Kunstliteratur, Kultur- und Reiseführern durchgesetzt haben. Der sogenannte Amor-Attis, Amor-At(t)ys oder auch Atys-Amorino, wie ihn Horst W. Janson in seiner bis heute grundlegenden Monographie nannte, bleibt mit seinen mehrdeutigen antiken Attributen ein Rätsel.
Diese Notnamen werden in der Tabelle unter „Motiv/Bezeichnung“ in Kursivschrift nach einer allgemein beschreibenden Bezeichnung des Objekts (z. B. „Löwe..., (Marzocco)“) aufgeführt, so dass alle Prophetenfiguren und die insgesamt fünf Versionen Johannes des Täufer zusammengeführt werden. Ebenso werden alle Madonnen und Jungfrauen mit dem Christuskind aus Gründen der Vergleichbarkeit als „Maria mit Kind“ bezeichnet; die Pazzi-Madonna zum Beispiel findet sich also als „Maria mit Kind, (Pazzi-Madonna)“.
Dokumentierte Mitarbeiter Donatellos werden danach in kleiner Fettschrift genannt, fett und kursiv folgen unsichere Zuschreibungen, Daten oder Funktionen, ein Hinweis auf fehlende Dokumentation. Die in der Kunstgeschichtsschreibung weitgehend unumstrittenen, heute Donatello zugeschriebenen Werke von den durch Dokumente gesicherten abzusondern oder ganz wegzulassen, würde es nicht erlauben eine Gesamtschau seines Œuvres, der angenommenen gleichzeitigen Arbeit an unterschiedlichen Genres und deren zeitlicher Verlauf annähernd darzustellen.

### Formen
Unter Form lassen sich vor allem die Statuen von den Reliefarbeiten scheiden, wobei sich gleichzeitig z. B. auch alle Nischenfiguren zusammenfinden.

### Materialien
Donatello arbeitete mit den unterschiedlichsten Materialien, häufig auf innovative Weise. Zu seiner Zeit und auch durch Donatello wurden neben Marmor, auch die aufwendige und teure Bronze und billiger, leicht handhabbarer gebrannter Ton (Terrakotta) die wesentlichen Materialien; fast ausschließlich weißer Marmor vor allem für die frühen Statuen der Florentiner Kathedrale, die stiacciato-Reliefs, die Grabmale und die beiden Kanzeln aus den 30er Jahren. Die Technik des Bronzegusses war fast verloren und dessen erneute Verwendung wird vor allem mit Lorenzo Ghiberti verbunden, seinen Türen für das Baptisterium San Giovanni und den Statuen für Orsanmichele, wofür Donatello dann seine zweite auch als erste eigene Bronzefigur umsetzte, den Ludwig von Toulouse (1418–1422).
Es wird immer zuerst das hauptsächlich verwendete Material für das Hauptobjekt eines Werkes genannt, dann dessen Behandlung und sekundäre Materialien (wie beim „Hl. Ludwig von Toulouse mit Nische“ zuerst „Bronze, feuervergoldet“, dann Silber, Email und Bergkristall für die Dekoration des Bischofstabs, zuletzt der Marmor für die auch von Donatello stammende Nische, in der die Figur ursprünglich stand).

### Maße
Im 15. Jahrhundert war eine jeweils örtlich geltende Elle (oder auch Armlänge) maßgebend, die sich zwischen etwa 50 und 75 cm bewegen konnte. In Verträgen wurde gegebenenfalls die Größe einer Skulptur vorgegeben oder in Quellen beschrieben. Im Falle Donatellos galt zum größten Teil der Florentinische braccio (ital. "Arm") von 58,32 cm.
Falls in der Tabelle als Maß (in Zentimeter) nicht Höhe × Breite × Tiefe angegeben sind, so zumindest etwa die Höhe einer Figur oder der Durchmesser (d) z. B. eines Tondo, wenn es sich nur so in der Literatur finden ließ.

### Datierung
Bei den Werkdatierungen musste ein Kompromiss eingegangen werden, der darin besteht, dass hier die Anfangsdaten maßgeblich sind. Das heißt, bei dokumentierten Objekten ist es häufig das Datum des (ersten) schriftlich niedergelegten Auftrags bzw. der Entschluss dazu. Wie häufig (in dieser Zeit) und nicht nur für Donatello gilt jedoch, dass die Vollendung eines Werkes oder schon auch der Beginn manchmal noch bis zu Jahren in der Zukunft lag. Damit bedeutet die angegebene Zeitspanne nicht gleich die Arbeitszeit, die Donatello mit einem Werk verbrachte. Zumal, auch am anderen Ende, das heißt, nach dem Donatello eine Skulptur fertiggestellt hatte, konnte geraume Zeit vergehen, bis sie, wie häufig, von Malern grundiert und farbig gefasst und auch vergoldet wurde. Die Installation am Ort musste auch nicht sogleich passieren, so dass solche Angaben in Dokumenten nicht unbedingt gleichbedeutend sind mit dem Zeitpunkt, an dem die Skulptur fertig war.
Die Priorität des Anfangsdatums vernachlässigt die Tatsache, dass sich im Zeitraum der häufiger nicht kontinuierlichen Arbeit an einem Werk das Verständnis, das allgemeine Wissen um das klassische Vorbild, mit dem Donatello sich kontinuierlich auseinandersetzte, wie auch der Zugang zu einer bestimmten Aufgabe ändern konnte. Das heißt, während des Arbeitsprozesses konnte sich ein stilistischer Wandel vollziehen, der zu Beginn nicht abzusehen war, oder auch technische Schwierigkeiten (oder andere Umstände) auftreten, die es zu lösen galt und vielleicht zu einem anderen Ergebnis als dem ursprünglich geplanten führten.
Als Beispiele können hier vor allem die Frühwerke gelten, insbesondere der Marmor-David, an dessen spekulativen Umarbeitungen viel gerätselt wurde. Wurde der Evangelist Johannes für die Domfassade mit dem gotischen Faltenwurf und dem klassischen Kopf ursprünglich von Donatello so entworfen? Ist die Zusammensetzung des Ludwig von Toulouse aus mehreren Teilen, anstatt in einem Stück gegossen, wie es Ghiberti vorgemacht hatte, auf Defizite Donatellos in der Kenntnis des Bronzegusses zurückzuführen oder beruhte dies auf einer praktischen Überlegung bezüglich der Feuervergoldung oder etwa der Komplexität des Faltenwurfs? Auch die Frage nach seinem offenen Rücken (original oder für Santa Croce entfernt?) wird weiterhin Kunsthistoriker beschäftigen.

### Standorte
Die Standorte beginnen immer mit der Stadt, dann dem Bau, in oder an dem sich das Werk befand bzw. befindet. Unter Ursprünglicher Standort gibt es zudem Angaben, die den oder die Auftraggeber nennen oder auf sie schließen lassen. Auch eine (frühe) Verlegung des Werks wird vermerkt (wie z. B. bei beiden David-Figuren). Heutiger Standort gibt zum Teil die Inventarnummer des Objekts an („Inv. xy“), wenn es sich in einem Museum befindet, wenn möglich mit einem Link zum Online-Katalog der Institution, wo sich, wie bei der Berliner Sammlung sehr gute Abbildungen, eine ausführliche Beschreibung und Dokumentation, sowie eine Bibliografie einsehen lassen.

### Zur zweiten Tabelle
Wesentlich hier sind die umstrittenen Werke, die der Diskussion um Donatellos Werk immer nahestanden, sich aber verbieten als gesichert in den Werkkatalog aufgenommen zu werden. Genannt seien hier vor allem die Portraitbüste Niccolò Uzzanos, der Petrus von Orsanmichele und die Hildburgh-Madonna und ihre Derivate.
In der Natur der zweiten Tabelle liegt darüber hinaus, dass sie nicht vollständig sein kann. Es mag, was Abgüsse und Varianten von zumeist kleineren bis kleinsten Arbeiten angeht, eine Unmenge verstreut in den Museen und Privatsammlungen geben, die undokumentiert, allein auf stilistischen Ähnlichkeiten beruhende Zuschreibungen erhalten haben. Dies gilt auch für Arbeiten nach Entwürfen Donatellos, da die vermeintlichen Entwürfe nicht mehr existieren. Gerade die Wappenschilder, häufig mit Donatellos Markenzeichen, den Spiritelli, sind vermutlich allesamt bestenfalls Werkstattarbeiten. Aufgrund fehlender Quellen wird hier auf eine Rubrik zum ursprünglichen Standort verzichtet, dafür erscheint hier zuvorderst eine für die Attribution.
All die hier aufgeführten Werke mögen als Beispiele gelten, wobei hier ein offensichtliches Schwergewicht auf Arbeiten aus der Berliner Skulpturensammlung im Bode-Museum liegt, was historische und praktische Gründe hat. Zum einen stand die italienische Frührenaissance und ganz besonders Donatello seit Ende des 19. Jahrhunderts im Fokus der Sammlungstätigkeit und Forschung, namentlich natürlich Wilhelm von Bodes, die dann auch im Grunde bis heute fortgeführt wurde, was sich im heutigen Online-Katalog niederschlägt, deren Werke großenteils hervorragend dokumentiert werden. Dies ist im Übrigen auch ein Grund für die Auswahl der Stücke aus anderen Museen, dem Victoria and Albert in London, das ähnlich profiliert ist wie Berlin, die eigentlich 'zu spät gekommenen' amerikanischen Sammlungen der Nationalgalerie in Washington, dem Detroit Institute of Arts und selbstverständlich den Museen in Florenz, Donatellos Geburtsort und Wirkungsstätte. Deren anfangs bewunderte Online-Präsentation, etwa der Uffizien, ist leider inzwischen nicht mehr vorbildlich.

## Werkkatalog
| Abbildung | Motiv/Bezeichnung | Form                                                                                        | Material | Maße (in cm)                                                           | Datierung                      | Ursprünglicher Standort                                                                                       | Heutiger Standort |
| --------- | --- | ------------------------------------------------------------------------------------------- | --- | ---------------------------------------------------------------------- | ------------------------------ | --- | --- |
|           | Prophet | Statue                                                                                      | Marmor | 128                                                                    | 1406                           | Florenz, Santa Maria del Fiore, Porta della Mandorla                                                          | Florenz, Museo dell'Opera del Duomo |
|           | Christus als Schmerzensmann | Relief                                                                                      | Marmor |                                                                        | 1407–1408                      | Florenz, Santa Maria del Fiore, Porta della Mandorla                                                          | Florenz, Museo dell'Opera del Duomo, Kopie am ursprgl. Standort                                                                           |
|           | Kruzifix | Statue (abnehmbar, mit senkbaren Armen)                                                     | Holz, Gessogrundierung, farbig gefasst                                                                                    | 170 × 166 × 35                                                         | 1407–1408                      | Florenz, Santa Croce, nördl. Seitenschiff                                                                     | Florenz, Santa Croce, Cappella Bardi di Vernio                                                                                            |
|           | Erschaffung Evas, Verdammung Evas und Adams, Vertreibung aus dem Paradies, Adams und Evas Arbeit – Funktion, Zuschreibung und Datierung unsicher | Reliefs (4), achteckig, vermutlich für Brauttruhen (cassone)                                | Terrakotta, Bleiglasur, teilw. vergoldet                                                                                  |                                                                        | 1408, um                       | unbekannt | London, Victoria and Albert Museum (damaliges South Kensington Museum, Inv. ? 3) und eines in Florenz, Museo dell’Opera del Duomo         |
|           | David (mit dem abgeschlagenen Kopf Goliaths), Marmor-David | Statue                                                                                      | Marmor, ursprünglich vermutlich mit Riemen der Steinschleuder                                                             | 191,5 × 78,5 × 42                                                      | 1408–1409, 1416                | Florenz, Santa Maria del Fiore, für Nordtribüne geplant; Palazzo della Signoria, Sala dei Gigli (1416)        | Florenz, Bargello (seit 1781, Inv. Sc. 2)                                                                                                 |
|           | Johannes der Evangelist | Statue in Nische, sitzend                                                                   | Marmor | 210                                                                    | 1408–1415                      | Florenz, Santa Maria del Fiore, Fassade                                                                       | Florenz, Museo dell'Opera del Duomo, Kopie am ursprgl. Standort                                                                           |
|           | Prophet Joshua | Statue                                                                                      | Terrakotta, Stuck, weiß gefasst                                                                                           | 550, circa                                                             | 1409–1412                      | Florenz, Santa Maria del Fiore, Nordtribüne                                                                   | nicht erhalten |
|           | Maria mit Kind | Statue                                                                                      | Terrakotta, Gessogrundierung, farbig gefasst                                                                              |                                                                        | 1410–1412                      | unbekannt | Empoli, Pontorme, San Martino |
|           | Hl. Markus | Statue in Nische                                                                            | Marmor | 236 × 74 (mit Basis)                                                   | 1411–1413                      | Florenz, Orsanmichele, Nische der Arte de' Linaiuoli e Rigattieri (Leinweber-Zunft)                           | Florenz, Orsanmichele, Museum, Kopie am ursprgl. Standort                                                                                 |
|           | Maria mit Kind – Zuschreibung und Datierung unsicher | Statue, sitzend                                                                             | Terrakotta, ursprünglich grundiert und farbig gefasst                                                                     | 73 × 45,3 × 36,5                                                       | 1414, um                       | unbekannt | London, Victoria and Albert Museum (Inv. 7573-1861)                                                                                       |
|           | Maria mit Kind – Zuschreibung und Datierung unsicher | Statue, sitzend                                                                             | Terrakotta, Gessogrundierung, farbig gefasst                                                                              | 68,6 × 37,8 × 38,1 38,1 kg                                             | 1414, um                       | unbekannt | Detroit, Institute of Arts (Inv. 40.19)                                                                                                   |
|           | Maria mit Kind (Mantelmadonna) – Zuschreibung und Datierung unsicher | Statue, Halbfigur                                                                           | Terrakotta, ursprünglich grundiert und farbig gefasst                                                                     | 90 × 75 × 24                                                           | 1415, um                       | unbekannt | Berlin, Bode-Museum (damaliges Kaiser-Friedrich-Museum), Skulpturensammlung und Museum für Byzantinische Kunst (seit 1892, Inv. 1940)     |
|           | Hl. Georg und - Gottvater im Tympanon - Sockelrelief mit Drachenkampf | Statue, Flachreliefs                                                                        | Marmor, wahrscheinlich ursprünglich zeitweise mit Lanze/Schwert und Helm (Metall)                                         | 204 × 78 × 34 Sockelrelief: 39 × 120                                   | 1415–1417, um                  | Florenz, Orsanmichele, Nordseite, Nische der Arte dei Corazzai e Spadai (Zunft der Waffenschmiede)            | Florenz, Bargello, in kopierter Nische, Kopien am ursprgl. Standort                                                                       |
|           | Maria mit Kind und zwei Engeln | Tabernakel, Relief                                                                          | Terrakotta, ursprünglich grundiert und farbig gefasst                                                                     | 96,5 × 67,5 × 13,5                                                     | 1415–1420, um                  | unbekannt | Prato, Museo di Palazzo Pretorio (seit 1871, Inv. 1876)                                                                                   |
|           | Propheten: - bartloser Prophet - bärtiger Prophet (Profeta pensieroso) | Statuen in Nische (zwei von 6)                                                              | Marmor | 190 × 59 × 43, 193 × 64 × 44                                           | 1416–1418 und 1418–1420        | Florenz, Santa Maria del Fiore, Campanile (vier auf Nordseite, 1464 zur Ostseite versetzt)                    | Florenz, Museo dell'Opera del Duomo, Kopien auf der Ostseite des Campanile                                                                |
|           | Löwe mit Lilienwappen der Stadt Florenz (Marzocco) | Statue auf Säule                                                                            | Sandstein (macigno), Marmor, Rosso di Maremma                                                                             | 135,5 × 38 × 60                                                        | 1418–1420                      | Florenz, Santa Maria Novella, päpstliche Gemächer                                                             | Florenz, Bargello |
|           | Johannes der Täufer mit Nanni di Bartolo, aus Bernardo Ciuffagnis begonnenem Joshua | Statue in Nische (dritte von 6)                                                             | Marmor |                                                                        | 1420–1421                      | Florenz, Santa Maria del Fiore, Campanile                                                                     | Florenz, Museo dell'Opera del Duomo, Kopie auf der Westseite des Campanile                                                                |
|           | Hl. Ludwig von Toulouse mit Nische vielleicht mit Michelozzo di Bartolommeo | Statue und Rahmenarchitektur                                                                | Bronze, feuervergoldet (ormolu), Silber, Email, Bergkristall und Marmor                                                   | 285 × 101 × 78                                                         | 1418–1422, um                  | Florenz, Orsanmichele, Ostseite, Nische der Parte Guelfa, vmtl. 1440er–50er in Fassadennische von Santa Croce | Florenz, Museo dell'Opera di Santa Croce                                                                                                  |
|           | Maria mit Kind – Zuschreibung und Datierung unsicher | Relief                                                                                      | Terrakotta, Gessogrundierung, farbig gefasst                                                                              | 89 × 64 × 28                                                           | 1420–1423, um                  | unbekannt | Florenz, Museo Civici Fiorentini - Museo Stefano Bardini (Inv. MCF-MB 1922-682)                                                           |
|           | Geißelung Christi – Funktion, Zuschreibung und Datierung unsicher | Relief                                                                                      | Marmor | 46,5 × 57,5 × 5                                                        | 1420–1425, um                  | unbekannt | Moskau, Puschkin-Museum, 1893 bis 1945 Berlin, Bode-Museum (da nurmehr als Gipskopie)                                                     |
|           | Abraham und Isaak mit Nanni di Bartolo | Statue in Nische (vierte von 6)                                                             | Marmor | 188 × 56 × 45                                                          | 1421                           | Florenz, Santa Maria del Fiore, Campanile                                                                     | Florenz, Museo dell'Opera del Duomo, Kopie auf der Ostseite des Campanile                                                                 |
|           | Grabmal für Baldassare Coscia, Gegenpapst Johannes’ XXIII.: Liegefigur (Gisant). Sockel, Tugendstatuen, Sarkophag, Madonnenlünette und Baldachin mit Michelozzo und Pagno di Lapo Portigiani | Architektur, Relief, Gisant                                                                 | Marmor, teilweise gefasst und vergoldet, Bronze, feuervergoldet                                                           | 213 (Länge des Gisant)                                                 | 1421–1427, um                  | Florenz, Baptisterium San Giovanni                                                                            | Florenz, Baptisterium San Giovanni |
|           | Prophet und Sibylle | Reliefs, Profilbüsten                                                                       | Marmor | 64, jeweils                                                            | 1422                           | Florenz, Santa Maria del Fiore, Porta della Mandorla                                                          | Florenz, Santa Maria del Fiore, Porta della Mandorla                                                                                      |
|           | Maria mit Kind (Pazzi-Madonna) | Relief, flach                                                                               | Marmor | 74,5 × 73 × 6,5                                                        | 1422, um                       | Florenz, angeblich aus Besitz der Familie Pazzi                                                               | Berlin, Bode-Museum (seit 1886, Inv. 51)                                                                                                  |
|           | Reliquiar des hl. Rossore (= hl. Luxorius) | Büste, Reliquiar mit Deckel und Heiligenschein (verloren)                                   | Bronze, feuervergoldet | 55 × 58 × 42                                                           | 1422–1425, um                  | Florenz, Ognissanti, seit 1591 in Pisa, Santo Stefano dei Cavalieri                                           | Pisa, Museo nazionale di San Matteo (seit nach 1945)                                                                                      |
|           | Prophet Jeremiah | Statue in Nische (fünfte von 6)                                                             | Marmor | 191 × 45 × 45                                                          | 1423, um                       | Florenz, Santa Maria del Fiore, Campanile                                                                     | Florenz, Museo dell'Opera del Duomo, Kopie auf der Westseite des Campanile                                                                |
|           | Johannes der Täufer | Statue                                                                                      | Bronze, patiniert | 90,5 × 36,5 × 30                                                       | 1423–24                        | Orvieto, Cattedrale di Santa Maria Assunta, Taufbecken – unsicher                                             | Moskau, Puschkin-Museum, 1878 aus dem Palazzo Strozzi bis 1945 Berlin, Kaiser-Friedrich-Museum (da nurmehr als Gipskopie)                 |
|           | Gastmahl des Herodes | Relief, Sockel-                                                                             | Bronze, feuervergoldet | 60 × 61                                                                | 1423–1427                      | Siena, Baptisterium, Taufbecken                                                                               | Siena, Baptisterium |
|           | Maria mit Kind und vier Engeln (Wolkenmadonna) | Relief                                                                                      | Marmor | 34 × 32,1 × 2,8                                                        | 1425–1430, um                  | Florenz, Palazzo vecchio, guardaroba Cosimo de’ Medicis († 1464), dann im Besitz Piero del Puglieses          | Boston, Museum of Fine Arts (Inv. 17.1470)                                                                                                |
|           | Prophet Habakuk (Zuccone) | Statue in Nische (letzte von 6)                                                             | Marmor | 195 × 54 × 38                                                          | 1426–um 1427 und 1435–1436     | Florenz, Santa Maria del Fiore, Campanile                                                                     | Florenz, Museo dell'Opera del Duomo, Kopie auf der Westseite des Campanile                                                                |
|           | Grabmal des Kardinals Rinaldo Brancaccio: Verkündigungsrelief übrige Ausführung von Michelozzo | Relief, flach; Grabmonument mit Statuen und Reliefs, teilweise farbig gefasst und vergoldet | Marmor | 74 × 78 (Relief)                                                       | 1426–1428                      | Neapel, Sant’Angelo a Nilo                                                                                    | Neapel, Sant'Angelo a Nilo |
|           | Glaube und Hoffnung | Statuetten, zwei (von sechs) Eckfiguren                                                     | Bronze, feuervergoldet | 52, jeweils                                                            | 1427–1429                      | Siena, Baptisterium, Taufbecken                                                                               | Siena, Baptisterium |
|           | Christi Himmelfahrt mit der Übergabe der Schlüssel an Petrus | Relief, flach                                                                               | Marmor | 41 × 115                                                               | 1428–1430                      | Florenz, 1492 im Besitz Lorenzo de' Medicis, der Salviati bis nach 1677                                       | London, Victoria and Albert Museum (Inv. 7629-1861)                                                                                       |
|           | Christi Blut | Relief                                                                                      | Marmor | 39,8 × 67                                                              | 1429–1430                      | Siena (Provinz), Torrita di Siena, Oratorio della Madonna delle Nevi                                          | Siena (Provinz), Torrita di Siena, Chiesa delle Sante Flora e Lucilla                                                                     |
|           | Spiritelli, musizierend | Statuetten                                                                                  | Bronze, feuervergoldet | 40 × 20 × 15,8 36,2 × 14,7 × 16,2                                      | 1429                           | Siena, Baptisterium, Taufbecken                                                                               | Berlin, Bode Museum (Inv. 2653, mit Tamburin), Siena, Baptisterium, Taufbecken. Eine dritte vielleicht in Florenz, Bargello (Inv. )       |
| [ 17 ]    | Dovizia (auf der Colonna dell’Abbondanza) | Statue auf Säule                                                                            | Sandstein (macigno) |                                                                        | 1431                           | Florenz, Mercato (vecchio, heute Piazza della Repubblica)                                                     | verwittert und bei einem Sturz 1721 zerstört (ersetzt durch eine Version Giovanni Battista Fogginis, ihrerseits durch eine Kopie ersetzt) |
|           | Grabplatte des päpstlichen Sekretärs Giovanni Crivelli | Relief, flach                                                                               | Marmor | 235 × 88                                                               | 1432                           | Rom, Basilika Santa Maria in Arcœli                                                                           | Rom, Santa Maria in Aracœli |
|           | Tabernakel (für die Eucharistie) | Relief, flach                                                                               | Marmor | 225 × 120                                                              | 1432                           | Rom, Apostolischer Palast, Capella Parva                                                                      | Rom, Basilika Sankt Peter im Vatikan |
|           | Altarretabel (Cavalcanti-Verkündigung) | Relief                                                                                      | Sandstein (macigno), weiß/grau gefasst mit Vergoldungen Terrakotta, bemalt und vergoldet (Spiritelli)                     | 419                                                                    | 1433–35, um                    | Florenz, Santa Croce, für die Familie Cavalcanti                                                              | Florenz, Santa Croce |
|           | Kanzel für Sänger oder Orgel (Cantoria) | Reliefs auf Empore über Konsolen und Säulen                                                 | Marmor, Mosaik, Bronze auf Porphyr (Konsolenrelief)                                                                       | 348 × 570                                                              | 1433–1439                      | Florenz, Santa Maria del Fiore                                                                                | Florenz, Museo dell'Opera del Duomo |
|           | Marienkrönung (Entwurf) | Glasfenster (verbleit), Okulus                                                              | Zeichnung auf Papier oder Karton                                                                                          | 380, um                                                                | 1434–1437                      | Florenz, Santa Maria del Fiore, östlicher Vierungsbogen (über dem Chor)                                       | Florenz, Santa Maria del Fiore |
|           | Kanzel des Heiligen Gürtels (Sacra Cintola), außen - Brüstung (rund) mit tanzenden Engeln zwischen Doppelpilastern mit Werkstatt - Kapitell Michelozzo - Kanzelarchitektur vermutlich gemeinsamer Entwurf, Ausführung durch Michelozzo mit Werkstatt (mindestens Pagno di Lapo Portigiani) und Handwerkern am Ort                | Reliefs (sechs)                                                                             | Marmor, Mosaik (Glasfluss, glasierte Keramik, ehemals vergoldete Tesserae) für Brüstung Bronze, feuervergoldet (Kapitell) | 77 × 86 × 12 (Reliefs, jeweils) 94,5 × 143,5 × 50 (Kapitell)           | 1434–1438                      | Prato, Dom (Pieve di Santo Stefano)                                                                           | Prato, Dom und Museo dell'Opera del Duomo (1976, Inv. AGJ2748, [...] und AGJ1829)                                                         |
|           | Alte Sakristei - 8 Tondi mit Darstellungen aus dem Leben des Evangelisten Johannes und den vier Evangelisten an Pulten sitzend - 2 Portale mit je 2 Bronzeflügeln mit Darstellungen diskutierender Apostel, architektonischen Rahmungen und Lünetten mit stehenden Heiligen Architektonischer Gesamtentwurf Filippo Brunelleschi | Reliefs, architektonische Rahmung                                                           | Bronze (Türen), gefärbter/gefasster Stuck, Sandstein (macigno)                                                            | 215, um (Tondi) um 215 (Lünetten) 235 × 109 (je Tür mit 10 Reliefs)    | 1434–1443                      | Florenz, San Lorenzo                                                                                          | Florenz, San Lorenzo |
|           | Gastmahl des Herodes | Relief                                                                                      | Marmor | 50 × 71,3 × 5                                                          | 1435, um                       | unbekannt | Lille, Palais des Beaux-Arts (Inv. Pl 1912)                                                                                               |
|           | Maria mit Kind (Goretti-Miniati-Madonna) | Relief                                                                                      | Marmor | 62,6 × 43,5; 5 (Relief)                                                | 1435, um                       | unbekannt | Florenz, Bargello (Inv. Sc 470) |
|           | Toter Christus von Engeln gestützt – Funktion, Zuschreibung und Datierung unsicher | Relief                                                                                      | Marmor | 80,5 × 114,3 × 6                                                       | 1435, um                       | unbekannt | London, Victoria and Albert Museum (Inv. 7577-1861)                                                                                       |
|           | David mit Schwert und abgeschlagenem Kopf Goliaths | Statue auf Sockel (nicht bzw. nur in Resten erhalten, ursprünglich über 2 m hoch)           | Bronze, teilweise feuervergoldet, zugeschriebene Sockelfragemente: Marmor                                                 | 159                                                                    | 1435–1440                      | Florenz, Casa Vecchia de’ Medici, nach 1457 im Hof des Palazzo Medici, 1495 im Hof des Palazzo della Signoria | Florenz, Bargello |
|           | Spiritello (Amor-Attis) | Statue                                                                                      | Bronze, teilweise feuervergoldet                                                                                          | 103 × 55 × 45                                                          | 1435–1440, um                  | Florenz | Florenz, Bargello (seit 1778, Inv. Br. 448)                                                                                               |
|           | Spiritelli (zwei) | Statuetten, Kerzenhalter                                                                    | Bronze, Vergoldungen | 58,5 × 42 × 28 65 × 32,5 × 22                                          | 1436–1438, um                  | Florenz, Santa Maria del Fiore, Orgelkanzel Luca della Robbias                                                | Paris, Institut de France, Musée Jacquemart-André (Inv. MJAP-S 1773-1 und 2)                                                              |
|           | Johannes der Täufer | Statue                                                                                      | Holz, Gessogrundierung/Stuck, farbige Fassung Vergoldungen                                                                |                                                                        | 1438                           | Venedig, Santa Maria Gloriosa dei Frari                                                                       | Venedig, Santa Maria Gloriosa dei Frari                                                                                                   |
|           | Hl. Laurentius – Zuschreibung und Datierung unsicher | Halbfigur                                                                                   | Terrakotta, ehemals farbig gefasst                                                                                        | 74,5 × 62                                                              | 1440, um                       | | Privatbesitz |
|           | Maria mit Kind (Dudley-Madonna) | Relief, flach                                                                               | Marmor | 27,2 × 16,5 × 2                                                        | 1440, um                       | unbekannt | London, Victoria and Albert Museum (Inv. A.84-1927)                                                                                       |
|           | Maria mit Kind (Piot-Madonna) | Relief                                                                                      | Terrakotta, Wachs, Glas, ehemals vergoldet                                                                                | 74 × 75 × 7                                                            | 1440, um                       | unbekannt | Paris, Louvre (seit 1890, Inv. RF 3967)                                                                                                   |
|           | Maria mit Kind (Cherubim-Madonna) | Relief mit Einlegearbeit                                                                    | Terrakotta, Gessogrundierung/Stuck, farbig gefasst und vergoldet                                                          | 99,6 × 69,5 20                                                         | 1440–1445, um                  | unbekannt | Berlin, Bode-Museum (seit 1888, Inv. 54)                                                                                                  |
|           | Madonna mit Kind (Madonna dell'Umiltà von zwei Engeln gekrönt) | Relieftondo, vergoldet (in Tabernakel von Desiderio da Settignano oder Andrea Verrocchio)   | Bronze, feuervergoldet, in Marmortabernakel                                                                               | 27 d (87 × 51 × 12)                                                    | 1440–1445, um (Rahmen zeitnah) | unbekannt | Wien, Kunsthistorisches Museum, Kunstkammer (Inv. KK 7462)                                                                                |
|           | Maria Magdalena | Statue                                                                                      | Holz, Gessogrundierung/Stuck, farbige Fassung und Vergoldungen                                                            | 188                                                                    | 1440–1442                      | Florenz, Baptisterium San Giovanni                                                                            | Florenz, Museo dell'Opera del Duomo |
|           | Kruzifix | Statue am Kreuz                                                                             | Holz, Gessogrundierung/Stuck, farbige Fassung                                                                             | 192 × 185                                                              | 1440–1445                      | Padua, Santa Maria dei Servi                                                                                  | Padua, Santa Maria dei Servi |
|           | Johannes der Täufer (San Giovannino Martelli) – Funktion, Zuschreibung und Datierung unsicher | Statue, freistehend, mit Heiligenschein und Stab mit Kreuz                                  | Marmor, vergoldete Bronze                                                                                                 | 159,5 (165) × 46,5 × 36                                                | 1442, um                       | Florenz, Casa Martelli                                                                                        | Florenz, Bargello (1913 von der Familie Martelli, Inv. Sc. 435)                                                                           |
|           | Kruzifix | Statue am Kreuz                                                                             | Bronze | 176 × 170 × 41                                                         | 1443/44–1448/49                | Padua, Basilica di Sant'Antonio, Lettner                                                                      | Padua, Museo Antoniano |
|           | Maria mit Kind | Relief, flach                                                                               | Terrakotta, Gessogrundierung/Stuck, farbige Fassung                                                                       | 102 × 74 × 12, 112 kg                                                  | 1445–1455, ca.                 | Val d'Elsa, Vigliano, San Lorenzo chapel                                                                      | Paris, Louvre (1881, Inv. RF 353) |
|           | Hochaltar - Madonna mit Kind - stehende Heilige - Sockelreliefs mit Szenen aus dem Leben des hl. Antonius - Reliefs mit musizierenden Engeln | Statuen (7) und 21 Reliefs                                                                  | Bronze, patiniert, teilweise feuervergoldet, Kalkstein, weißer und bunter Marmor                                          | 123–164 (Statuen) 57 × 123 oder 57 (Reliefs jew. um)                   | 1446–1449                      | Padua, Basilica di Sant'Antonio                                                                               | Padua, Basilika des hl. Antonius (Rekonstruktion des 19. Jahrhunderts)                                                                    |
|           | Gattamelata-Reiterdenkmal (Condottiere Erasmo da Narni) | Reiterstandbild, zwei Reliefs auf Sockel mit Inschrift                                      | Bronze, patiniert, Marmor, Sandstein                                                                                      |                                                                        | 1446–1453, um                  | Padua, Piazza Sant'Antonio                                                                                    | Padua, Piazza Sant'Antonio |
|           | Grabplatte Giovanni Peccis (Bischof von Grosseto, † 1427) | Relief                                                                                      | Bronze, Email-Einlagen mit Glas, größtenteils verloren                                                                    | 249,5 × 106,8 × 3                                                      | 1448–1450                      | Siena, Dom, Skt. Ansanus-Kapelle                                                                              | Siena, Dom, Skt. Ansanus-Kapelle |
|           | Christi Geißelung und Kreuzigung (Forzori-Altar, Bozzetto) | Reliefs, flach, beschädigt                                                                  | Terrakotta | 53,5 × 27,1 × 4,5 (l) 54,7 × 30,5 × 5 (r) 11,2 × 48,5 × 2,3 (Predella) | 1450, um                       | Florenz, Familienbesitz Forzori                                                                               | London, Victoria and Albert Museum (Inv. 7619 1-3-1861)                                                                                   |
|           | Maria mit Kind | Relief, flach                                                                               | Terrakotta, Gesso, farbig gefasst                                                                                         | 70 × 55 × 2                                                            | 1450, um                       | unbekannt | Paris, Louvre (1986, Inv. RF 744) |
|           | Christi Kreuzigung (Camondo-Kreuzigung) – Funktion, Zuschreibung und Datierung unsicher | Relief, flach                                                                               | Bronze, ehem. teilvergoldet                                                                                               | 42,8 × 28,7 × 4,5                                                      | 1450–1452                      | unbekannt (privater Auftrag)                                                                                  | Paris, Louvre (1897, Inv. OA 6477) |
|           | Maria mit Kind und vier Engeln (Chellini-Madonna) | Relieftondo, flach, Negativ der Rückseite als Gussform nutzbar                              | Bronze, vergoldet | 28,5 d × 2,7 4,2 kg                                                    | 1450–1455                      | Florenz, Geschenk Donatellos an seinen Arzt Giovanni Chellini                                                 | London, Victoria and Albert Museum (Inv. A.I-1976)                                                                                        |
|           | Judith und Holofernes | Skulpturengruppe auf Sockel                                                                 | Bronze | 236                                                                    | 1453–1457                      | Florenz, Palazzo Medici, Garten, nach 1494 Loggia neben Palazzo della Signoria                                | Florenz, Palazzo Vecchio |
|           | Johannes der Täufer | Statue                                                                                      | Bronze | 185                                                                    | 1455, um                       | Siena, Dom | Siena, Dom |
|           | Bärtiger Kopf (Prophet?) – Funktion, Zuschreibung und Datierung unsicher | Büste                                                                                       | Bronze | 37 × 23 × 27                                                           | 1455, um                       | Florenz | Florenz, Bargello (Inv. Br. 101) |
|           | Maria mit Kind (Seggiolino-Madonna) | Relief                                                                                      | Terrakotta, vergoldet | 74,3 × 55,9                                                            | 1455, um                       | | London, Victoria and Albert Museum (Inv. 57:1&2-1867)                                                                                     |
|           | Christi Kreuzigung | Relief                                                                                      | Bronze, teilvergoldet, Silber, vergoldetes Kupfer                                                                         | 93 × 70 × 3,5                                                          | 1455–1465                      | Florenz, privater Auftrag, seit dem 16. Jh. im Besitz der Medici                                              | Florenz, Bargello (Inv. Br. 443) |
|           | Pferdekopf (Protome Carafa) – Funktion, Zuschreibung und Datierung unsicher | Protome, möglicherweise Teil eines nicht ausgeführten Reiterstandbilds                      | Bronze | 187 × 185 × 80                                                         | 1456                           | Neapel, Castel Nuovo, Triumphbogen (geplant, Auftrag Alfonsos von Aragon, † 1558)                             | Neapel, Museo Archeologico Nazionale (Inv. 4887), aus dem Palazzo Carafa                                                                  |
|           | Maria mit Kind (Madonna del Perdono) | Relief                                                                                      | Marmor, weiß und bunt | 91 × 88,2                                                              | 1458, um                       | Siena, Dom, Kapelle der Vergine delle Grazie                                                                  | Siena, Museo dell'Opera del'Duomo |
|           | Christi Beweinung | Relief, Figurengruppe, ziseliert                                                            | Bronze, vermutlich Probeabguss                                                                                            | 32,1 × 41,7 × 6,3                                                      | 1458–1460                      | Siena, vermutl. für Bronzetüren der Kathedrale geplant                                                        | London, Victoria and Albert Museum (Inv. 8552-1863)                                                                                       |
|           | Kanzeln(?) mit Christi Passions- und Auferstehungsszenen Fertigstellung durch Bartolomeo Bellano, Bertoldo di Giovanni und Mitarbeiter – ursprüngliche Funktion unklar | Reliefs (), im 16. Jahrhundert zu freistehenden Kanzeln montiert                            | Bronze | 123 × 292                                                              | 1461–1466                      | Florenz, San Lorenzo                                                                                          | Florenz, San Lorenzo |

## Umstrittene Werke, Arbeiten nach Entwürfen Donatellos, Abgüsse und Varianten
| Abbildung | Attribution                                                             | Topos (Name)                                                                   | Form                        | Material                                                                 | Maße (in cm)                                    | Jahr                    | Standort |
| --------- | ----------------------------------------------------------------------- | ------------------------------------------------------------------------------ | --------------------------- | ------------------------------------------------------------------------ | ----------------------------------------------- | ----------------------- | --- |
|           | Donatello zugeschrieben                                                 | Maria mit Kind                                                                 | Relief                      | Terrakotta, Gessogrundierung/Stuck, farbige Fassung, Rückwand aus Holz   | 102,5 × 62,2 × 28,3                             | 1410–15, um             | Washington, National Gallery of Art, Samuel L. Kress Collection (Inv. 1943.4.93)                              |
|           | Bernardo Ciuffagni zugeschrieben                                        | Hl. Petrus                                                                     | Statue in Nische            | Marmor                                                                   | 237 × 72,5 (mit Basis)                          | 1415–1425               | Florenz, Orsanmichele, Museum, Kopie in der Nische der Arte dei Beccai (Zunft der Schlachter und Viehzüchter) |
|           | Nanni di Bartolo                                                        | Maria mit Kind                                                                 | Statue                      | Terrakotta, bemalt                                                       | 47 × 35 × 10,5                                  | 1420, um                | Berlin, Bode-Museum (seit 1913, Inv. M 7174)                                                                  |
|           | Donatello zugeschrieben                                                 | Maria mit Kind und vier Engeln (Hildburgh-Madonna)                             | Relief, flach               | Marmor                                                                   | 41,5 × 32,5 × 3,4                               | 1420–1430, um           | London, Victoria and Albert Museum (Inv. A.98-1956)                                                           |
|           | nach Donatello (?)                                                      | Maria mit Kind, zwei Engeln, dem Hl. Bartholomäus und einem gekrönten Heiligen | Tabernakel, Relief          | Stuck, vergoldet und bemalt                                              | 40,6 × 30,5 (Relief) 76,2 × 38,1 × 7,5          | 1420–30, um             | London, Victoria and Albert Museum (Inv. 93-1882)                                                             |
|           | Donatello zugeschrieben                                                 | Christi Geburt (Ford Nativity)                                                 | Relief                      | Terrakotta, ehemals bemalt und vergoldet                                 | 47 × 35.6 × 8.3 (mit Rahmen: 82.6 × 48.3 × 8.3) | 1420–1430, um           | Detroit, Institute of Arts (Inv. F76.92)                                                                      |
|           | Donatello zugeschrieben                                                 | Maria mit Kind (Mellon-Madonna)                                                | Statue                      | Terrakotta, bemalt und vergoldet                                         | 120,8 × 47,2 × 33,5                             | 1422, um                | Washington, National Gallery of Art, A. Mellon Collection (Inv. 1937.I.112)                                   |
|           | nach Donatello                                                          | Maria mit Kind in einer Nische                                                 | Relief, flach               | Bronze, vergoldet                                                        | 20,5 × 15,5 × 1                                 | 1426–30, um (Prototyp)  | Berlin, Bode-Museum (Inv. 3044)                                                                               |
|           | nach Donatello                                                          | Maria mit Kind in einer Nische                                                 | Relief, flach               | Bronze, vergoldet                                                        | 20,4 × 15,3 × 8                                 | 1426–30, um (Prototyp)  | Washington, National Gallery of Art, Samuel L. Kress Collection (Inv. 1957.14.131)                            |
|           | nach Donatello                                                          | Maria mit Kind, Maria lactans                                                  | Relief, flach               | Blei                                                                     | 11,3 × 9,3                                      | 1430, um                | Berlin, Bode-Museum (Inv. 1028)                                                                               |
|           | unbekannt, vielleicht Michelozzo di Bartolomeo                          | Maria mit Kind vor einer Nische                                                | Relief, flach, Plakette     | Kupferlegierung                                                          | 9,8 × 7,8                                       | 1430, um                | London, Wallace Collection (Inv. S299)                                                                        |
|           | unbekannt, vielleicht aus Werkstatt von Donatello und Michelozzo        | Spiritelli mit Wappenschild                                                    | Relief, flach               | Sandstein (pietra serena?), wahrscheinlich ursprünglich farbig gefasst   | 59,5 × 61 × 5                                   | 1432, um                | Berlin, Bode-Museum (seit 1916, Inv. 7210)                                                                    |
|           | Relief nach Donatello, Malerei und Fassung von Paolo Schiavo            | Maria mit Kind zwischen Engeln, Gottvater, Eva und einem gekrönten Propheten   | Tabernakel, Relief          | Holz, Stuck (R.), vergoldet und bemalt                                   | 12,1 × 9,5 (Relief) 36,5 × 20,2 × 5,2           | 1435, um                | London, Victoria and Albert Museum (Inv. A.45-1926)                                                           |
|           | vielleicht Werkstatt Donatellos                                         | Spiritello mit Fisch                                                           | Statuette, Brunnenwandfigur | Bronze                                                                   | 40,5 × 40,4 × 11 7 kg                           | 1435–1440               | London, Victoria and Albert Museum (Inv. 475-1864)                                                            |
|           | nach Donatello                                                          | Maria mit Kind (Pugliese-Dudley Madonna)                                       | Relief, flach               | Stuck, bemalt                                                            | 31,5 × 21                                       | 1440, um (Prototyp)     | Berlin, Bode-Museum (Inv. 2627)                                                                               |
|           | Desiderio da Settignano und Donatello zugeschrieben                     | Büste des Niccolò da Uzzano                                                    | Portraitbüste               | Terrakotta, bemalt                                                       | 46 h                                            | 1440–1455               | Florenz, Bargello                                                                                             |
|           | vielleicht Werkstatt Donatellos                                         | Maria mit Kind (Madonna dei Cordai)                                            | Relief                      | Stuck, Leder, Glass und Wachs auf Holz, bemalt, vergoldet und versilbert | 93 × 78                                         | 1440–1460               | Florenz, Museo Bardini                                                                                        |
|           | nach Donatello                                                          | Maria mit Kind                                                                 | Relief, flach               | Stuck, bemalt                                                            | 99 × 66,6 × 11,5                                | 1450, um (Prototyp)     | Berlin, Bode-Museum (Inv. 2634)                                                                               |
|           | Donatello zugeschrieben                                                 | Spielende Cherubim (Spiritelli)                                                | Relief                      | Bronze                                                                   | 4.8 × 8.4 × 0.5                                 | 1450er, (Mitte 15. Jh.) | Detroit, Institute of Arts (Inv. F70.32)                                                                      |
|           | Donatello zugeschrieben                                                 | Wappenschild der Familie Martelli                                              | Relief                      | Sandstein (macigno), Grundierung, farbige Fassung                        | 109,2                                           | 1450er, (Mitte 15. Jh.) | Detroit, Institute of Arts (1925, Inv. 25.156)                                                                |
|           | Donatello zugeschrieben                                                 | Wappenschild der Familie Martelli                                              | Relief                      | Sandstein (macigno), zum Teil farbig gefasst und vergoldet               |                                                 | 1455, um                | Florence, Bargello (Inv. 532 S)                                                                               |
|           | nach Donatello                                                          | Kreuzigung Christi                                                             | Relief, flach               | Stuck auf Pappelholz mit Vergoldungsresten                               | 36,5 × 26,5 × 7,5                               | 1455–1470               | Berlin, Bode-Museum (Inv. 53)                                                                                 |
|           | Desiderio da Settignano                                                 | Wappenschild der Familie Boni                                                  | Relief                      | Sandstein (macigno)                                                      | 215,9 × 74,3                                    | 1457, um                | Detroit, Institute of Arts (Gift of Mr. and Mrs. Edsel B. Ford, Inv. 41.124)                                  |
|           | Donatello zugeschriebenes verlorenes Modell, nach dem der Guss entstand | David mit dem Kopf Goliaths                                                    | Statuette (Bozzetto)        | Bronze (nach Wachsmodell)                                                | 36,8 × 10,3 × 10                                | 1460–1465               | Berlin, Bode-Museum (Inv. 2262)                                                                               |
|           | Donatello zugeschrieben                                                 | Maria mit Kind und fünf Engeln (Bozzetto)                                      | Relief                      | Terrakotta, ursprünglich farbig gefasst                                  | 21,5 × 15,5 × 4,2                               | 1465, um                | Berlin, Bode-Museum (Inv. M 88)                                                                               |

### Zusätzlich zitierte Literatur
- Giorgio Vasari (1550/1568): "Das Leben des Florentiner Bildhauers Donat(ell)o". In: Leben des Donatello und des Michelozzo. Neu ins Deutsche übersetzt von Victoria Lorini. Hrsg., kommentiert und eingeleitet von Ulrich Pfisterer. Wagenbach, Berlin 2013, ISBN 978-3-8031-5059-2.